# HMW (Haspe)
HMW is een historisch merk van motorfietsen.
De bedrijfsnaam was: Hasper Motorrad Werk, Hedfeld, Ostrowsky & Cie, later Hasper Motorrad Werk, A. Klinke GmbH, Haspe, Westfalen.
Deze Duitse firma maakte robuuste motorfietsen met 3 pk eencilindermotoren. De productie begon in 1923. In die periode ontstonden veel motorfietsmerken in Duitsland, waarvan er ruim 150 in 1925 weer verdwenen. HMW hield het echter vol tot in 1928.